# Daume
Daume, ook wel Dahomey, is een dorp in het district Sipaliwini in Suriname. Het ligt aan de Boven-Surinamerivier.
In maart 2021 kreeg minister David Abiamofo van Natuurlijke Hulpbronnen groen licht van het traditionele gezag om een groot zonne-energieproject op te zetten in Botopasi dat ten goede komt aan een groot aantal dorpen langs de rivier, waaronder Soolan.
Het dorp speelt een belangrijke rol in de acceptatie van een nieuw aangetreden granman van de Saramaccaners. Volgens de traditie zou hij de gebedsplaats van het dorp moeten bezoeken zodat de Dambi-lo hem van de grote vloek (puu fiofio) kunnen bevrijden. De traditie gaat terug op een vertelling waarin Wetiwoyo zijn vader Kofi Bonsuma in 1835 zou hebben behekst en het ambt van granman meenam naar Pikin Rio.
Abenaston · Adawai · Akisiaman · Akwaukondre · Amakakondre · Asenbaso · Asidonhopo · Atjoni · Aurora · Begoeba · Begoon · Bekiokondre · Bendikwai · Bendiwata · Biudoematoe  · Bofokoele · Botopasi · Dan · Dangogo · Daume · Debikè · Deboo · Djemongo · Djoemoe · Duwatra · Foetoenakaba · Gingiston · Goddo · Godowatra · Goejaba · Gran Slee · Grantatai · Gunsi · Heikoenoenoe · Jawjaw · Kaajapati · Kajana · Kambaloea · Kampoe · Koonoo · Kuututen · Ladouanie · Lespansi · Ligorio · Malobi · Malroseekondre · Masiakriki · Moitori · Nazaleti · Nieuw-Aurora · Padalafanti · Pambo Oko · Pikin Slee · Pingpe · Pokigron · Saloebanga · Semoisi · Soolan · Stonhoekoe · Tjaikondre · Toemaripa · Toetoeboeka